# Fernand Soubie
Pour les articles homonymes, voir Soubie.
Fernand Soubie, né le 27 août 1930 à Bordeaux (Gironde) et mort le 18 avril 2025 à Saint-Gaudens (Haute-Garonne), est un dirigeant sportif français, notamment connu pour être le président durant trente années du club de rugby à XIII du R.C. Saint-Gaudens.

## Carrière
Issu d'une famille de négociants en viandes, Fernand Soubie accompagne son père qui s'installe à Saint-Gaudens dans les années 1950. Fernand comme sa famille pratique le rugby à XIII à Duras. Installés à Saint-Gaudens, le père de Fernand, Jean Soubie, porte son intérêt sur le club local de rugby à XV mais les dirigeants ne sont pas intéressés. Il décide alors de créer un club de rugby à XIII qu'il nomme R.C. Saint-Gaudens en 1958. Fernand joue troisième ligne et son frère, Robert, talonneur. Ils remportent ensemble le titre de Championnat de France de 2e division en 1960.
Fernand Soubie prend alors sa retraite sportive et devient président du club. Il inscrit son club dans les premières places du Championnat de France dans les années 1960 et 1970 en débauchant avec succès de nombreux joueurs de rugby à XV. Cela l'amène à occuper parallèlement des rôles d'importance au sein de la Fédération française de rugby à XIII dont il est élu au comité directeur de 1965 à 2016, et directeur de l'équipe de France entre 1968 et 1975, équipe qui est finaliste de la Coupe du monde 1968. Il quitte sa fonction de président du club saint-gaudinois en 1998 pour le transmettre à Jean-Alain Rives.